# Britney Jean
Britney Jean es el octavo álbum de estudio de la cantante estadounidense Britney Spears, lanzado el 3 de diciembre de 2013 por RCA Records. Es el primer álbum de estudio de Spears con RCA, después de la disolución de su anterior discográfica, Jive Records, en 2011. Está conformado por diez canciones y tres pistas adicionales originales, cuenta con letras que hablan sobre el amor, el desamor, la infidelidad y la sexualidad, con un sonido basado principalmente en la música EDM. Spears lo comenzó a grabar a finales de 2012 y lo describió como el álbum «más personal» de su catálogo. Habiendo asumido una posición integral en su producción, Spears coescribió todas las canciones.
Sus créditos incluyen a varios compositores y productores, tales como Sia, William Orbit, David Guetta, Diplo y will.i.am, este último quien además fue su productor ejecutivo, y cuenta con colaboraciones de T.I., la hermana de la cantante, Jamie Lynn Spears y el mismo will.i.am. Tras su lanzamiento, el álbum recibió reseñas mixtas de los críticos, pues sintieron que era impersonal a pesar de su mercadotecnia y consideraron que su estilo musical y producción eran demasiado genéricos y anticuados; mientras que su desempeño comercial fue modesto. En su primera semana vendió 107 000 copias en Estados Unidos y debutó en el puesto número cuatro de la lista Billboard 200. También alcanzó los top 20 y 30 de las listas de varios países, mientras que en el Reino Unido debutó en la posición número 34, muy distante de lo que hicieron los anteriores álbumes de estudio de Spears.
Su promoción fue escasa y principalmente incluyó los sencillos «Work Bitch» y «Perfume», de los cuales el primero fue top 10 en Canadá, España, Francia, Italia y el Reino Unido. El álbum ha recibido certificaciones por sus ventas en países como Australia, Estados Unidos, México y Suecia. El lanzamiento del álbum además se realizó coincidiendo con el inicio de su residencia de conciertos en Las Vegas, Britney: Piece of Me (2013–2017).

## Antecedentes
| «Sólo quería ir a almorzar por dos meses, lo que es completamente diferente a cómo típicamente lo haces. Dije: "Vamos a hablar sobre lo que te motiva. Vamos a hablar sobre las cosas que has hecho en tu carrera, sobre lo que te hace feliz. Vamos a hablar sobre pasar tiempo con tus hijos, vamos a hablar sobre tu ruptura. Vamos a hablar sobre cómo ahora estás soltera, cuán independiente te puedes sentir". Empezamos hablando sobre todo eso. Así que dije: "¿Te molesta si anoto? No lo quiero imponer, pero quiero entrevistarte. Lo necesito para crear un filtro".»— will.i.am describiendo su relación con Spears durante la producción de Britney Jean. |

En 2012, mientras era jueza de la segunda temporada estadounidense de The X Factor, Spears fue descubierta en el estudio con el productor Rodney Jerkins. El compositor Elijah Blake comentó que Spears estaba «jugando con nuevas texturas y explorando nuevos terrenos y géneros». Sin embargo, la colaboración de Blake fue negada por el representante de la cantante, quien además confirmó que el productor Hit-Boy trabajaba con Spears para crear un «sonido global» fusionando elementos de hip-hop y pop. El productor Scoop DeVille también trabajó con la cantante en las etapas iniciales del álbum. En dicho periodo, Spears además grabó con el rapero Wiz Khalifa una canción que nunca se publicó. En una entrevista con Shape, Spears anticipó que el álbum sería «definitivamente más hip-hop que pop».
En mayo de 2013 se anunció que los británicos Naughty Boy y William Orbit estaban trabajando en el álbum; el primero se declaró satisfecho de su colaboración con Spears, señalando que siempre había querido «hacer algo un poco diferente». También comentó que es un gran fan de la música y la cultura pop y quería mantener eso a su propio estilo. En el mismo mes, will.i.am fue confirmado como el productor ejecutivo del proyecto. Él señaló que el proceso de grabación fue diferente a su experiencia pasada con The Black Eyed Peas, pues él y Spears habían tenido «sesiones jugosas donde se habían estado conociendo más y construyendo confianza y comodidad». En julio de 2013, Spears twiteó que acababa de escribir una canción «muy especial» con Sia, la balada «Perfume». Al mes siguiente se reportó que Spears viajó al Distrito de los Lagos, en el Reino Unido, para seguir trabajando con Naughty Boy y Orbit. Naughty Boy más tarde comunicó que no podría seguir trabajando con Orbit en el material para el álbum, pues en aquel periodo no podía viajar a Los Ángeles debido a que estaba promocionando «La La La» alrededor del mundo.
En varias ocasiones, la cantante señaló que Britney Jean era su álbum más personal. Sostuvo que sus experiencias recientes, incluyendo su ruptura con Jason Trawick, le dieron coraje para «cavar más profundo» y escribir canciones con las que todos se sintieran identificados. También declaró que la producción del álbum fue un «proceso increíble» y que sus colegas la ayudaron a dar vida a sus ideas. Spears le dijo a Rudolph, «Quiero que Will sea la figura central del álbum; no quiero que se me envíen cientos de canciones».

## Anuncio, título y portada
En mayo de 2013, el productor Danja, quien colaboró con Spears durante la producción del álbum, comentó que creía que habría otro Blackout, pero que no sabía cuándo. El 20 de agosto de 2013, Spears relanzó su sitio web con un conteo que terminaba el 17 de septiembre, la que se especuló como fecha de lanzamiento de un sencillo inédito. Finalmente, aquel día la cantante anunció en Good Morning America que su álbum se lanzaría el 3 de diciembre de 2013, un día después de su cumpleaños 32; mientras que el 15 de octubre, durante una aparición en Capital London, comunicó que el álbum se llamaría Britney Jean, señalando que sus familiares y amigos la llamaban así, y que quería compartir ese significado personal con sus seguidores. Diez días después compartió una carta en redes sociales:

Queridos fanes,

No me he sentado a escribirles en un buen tiempo. ¡Hace bastante tiempo! Nos hemos acostumbrado a dar a conocer nuestros pensamientos en tan solo 140 caracteres, pero algunas veces es agradable tomarse el tiempo de sentarse y escribir algo un poco más largo y personal. En los próximos días voy a darle los toques finales a mi nuevo álbum, Britney Jean, y estoy muy emocionada por que lo escuchen. He puesto mi corazón y mi alma en este álbum, y ha sido un viaje increíble. He aprendido mucho sobre mi misma y, como lo estoy terminando, me he acordado de los increíbles seguidores que me han apoyado en estos últimos 15 años. Gracias a todos por continuar siguiéndome en este viaje y por permitirme hacer lo que amo. No puedo creer que este es mi octavo álbum de estudio. Sé que sigo diciendo que es mi disco más personal, pero es cierto y estoy muy orgullosa de ello.
He pasado por mucho los últimos años y eso me ha inspirado ha cavar profundo y escribir canciones con las que creo que todos pueden identificarse. Trabajar con gente como Sia, William Orbit y, por supuesto, will.i.am ha sido una experiencia increíble. Han escuchado todas mis ideas y han ayudado a darles vida. Realmente hay mucha diversión y canciones bailables, pero lo más importante para mí es que muestro mi fuerza, mi actitud y mi vulnerabilidad. Por supuesto que también tengo algunas sorpresas para ustedes.
Quiero mostrarles los diferentes lados de Britney Spears. Soy cantante, soy mamá, soy tu amiga, soy Britney Jean. Espero que les haya gustado mi labor de amor. Los amo por siempre.

Britney

El mismo día reveló la portada del álbum: un primer plano en blanco y negro donde se muestra desnuda, con el título Britney Jean en color azul dentro de un corazón de bordes color rosa. Un reporte de ABC News Radio sostuvo que el título se inspiró en Damita Jo de Janet Jackson, diciendo: «Tomando nota del álbum de 2004 de Janet Jackson, Damita Jo, Britney Spears combinó su primer y segundo nombre para idear el título». Por otro lado, un reportero de The Huffington Post sugirió que la tipografía de estilo neón se inspiró en la portada de Bangerz (2013) de Miley Cyrus, el cual muestra a Cyrus vestida con un abrigo negro y con el título «Bangerz» estilizado en luces fluorescentes de neón. Britney Jean además fue el tercer álbum de RCA Records que usó una tipografía de estilo neón, después de Bangerz y de Mechanical Bull de Kings of Leon. Byron Flitsch de MTV News opinó de forma similar y agregó que la portada de Britney Jean fue una reminiscencia de dos álbumes de estudio anteriores de Spears, In the Zone (2003) y Femme Fatale (2011).
El 4 de noviembre se lanzó la reserva del álbum en iTunes Store, donde se reveló que llevaría el sello Parental Advisory de la RIAA para identificar contenido explícito, y que habría dos ediciones: la edición estándar, que lleva una caràtula con mayor contraste de colores, y una edición de lujo, que lleva la portada que Spears adelantó el mes anterior. Ocho días después la cantante dio a conocer el listado de canciones, lo que hizo antes de lo planeado dado que «hackers intentaron arruinar sus sorpresas». El 25 de noviembre, Britney Jean estuvo disponible para transmisión en iTunes Store y iTunes Radio, siendo el primer álbum de la cantante con el sello discográfico RCA Records, luego de que su etiqueta de siempre, Jive Records, se disolviera en 2011.

## Composición
Britney Jean ha sido descrito como un álbum conceptual sobre «la soledad de la vida pop». La primera canción, «Alien», considera al estatus de celebridad como una experiencia de aislamiento que Britney describe en términos de sentirse como un extraterrestre mientras es acompañada por pitidos de sintetizadores, y según algunos críticos, «hace eco del trabajo de William Orbit en Ray of Light de Madonna». La segunda pista, «Work Bitch», es una canción EDM donde Spears canta sobre lo que conlleva ser rica, famosa y hermosa, alentando reiteradamente a los oyentes a «ponerse a trabajar». La tercera canción, «Perfume», es una power ballad sobre la cual Spears declaró: «Es increíblemente especial para mí porque viene de muy cerca y creo que todos se pueden sentir identificados con su historia. Todos han pasado por un momento de inseguridad en una relación que los dejó vulnerables y creo que esta canción captura eso». El cuarto tema, «It Should Be Easy», cuenta con la colaboración de will.i.am, voces robotizadas y ritmos EDM, e insiste que «amar no debería ser complicado» mientras Britney imagina su futuro con un hombre que le roba el corazón. La canción fue muy criticada por su uso excesivo de Auto-Tune. La quinta canción, «Tik Tik Boom», encuentra a Britney pidiéndole a un amante que la haga «tik, tik, tik, tik boom» sobre ritmos trap. Fue descrita como un «éxito de discotecas» y el «momento más cercano en que el álbum trata de dar vida a un Blackout 2.0», incluyendo una colaboración «empapada en sexo» por parte del rapero T.I..
«Body Ache» sigue con su letra sobre bailar arduamente en la discoteca, sobre chillidos de sirenas y ritmos EDM, mientras que «Til It's Gone» valora la estabilidad de una buena relación aunque después de que se disuelve, con sus sonidos electrónicos y EDM. La octava canción, «Passenger», inicia con pulsos EDM y se convierte en una «inquietante» pista pop rock que trata sobre encontrar la felicidad tras estar dispuesto a ceder el control. «Chillin' with You» cuenta con la colaboración de la hermana menor de Spears, Jamie Lynn, y con una letra que habla sobre el aferramiento a la felicidad sobre sonidos trap, EDM y country pop. «Don’t Cry» es la última canción de la edición estándar del álbum; comienza con silbidos de estilo spaghetti western y continúa con una letra donde la cantante se niega a sucumbir ante el dolor que siente tras una ruptura. Algunos críticos la catalogaron como «su mejor interpretación vocal en el álbum».

## Recepción

### Comentarios de la crítica
Britney Jean recibió reseñas variadas. En Metacritic, el álbum obtuvo una calificación promedio de 50 sobre 100, basada en 21 reseñas, lo que indica «críticas mixtas o promedio». Jason Lipshutz de Billboard le dio una revisión positiva y lo describió como un álbum «experimental» y «transicional», al igual que Britney (2001), por ser el primer trabajo de la cantante en sus treinta. Elysa Gardner de USA Today también le dio una crítica positiva señalando que «ofrece tanta gracia como cualquiera hubiera esperado». Rob Sheffield de Rolling Stone describió a Britney Jean como «un álbum conceptual acerca de la soledad en la vida pop»; su comentario cerró con que: «con un compromiso roto de alto perfil detrás de ella, Britney vuelve el álbum personal y convierte la música a la más desanimada que nunca», también lo comparó con In the Zone (2003). Nick Catucci de Entertainment Weekly en su reseña del álbum, indicó que él "tesoro" de Spears para él, era el «tan enigmático look de Disney, adolescente, emocionante y aislado que nos dio a finales de los años 90», sin embargo, también agregó que la producción de will.i.am se entrega a las fantasías del género EDM, que era tan esperado por los fanáticos, al final calificó al álbum con una B+, como puntaje general de Britney Jean.
Algunos críticos consideraron que el álbum era impersonal a pesar de su mercadotecnia. El Chicago Tribune comparó los contenidos del álbum con su título, señalando que «la publicidad acerca de su álbum más "personal" comienza con el título del álbum que promueve un sentido de intimidad que las canciones nunca entregan». The Atlantic describió al álbum como «su lanzamiento más decepcionante hasta el momento», calificándolo de «aburrido» y criticó el contenido del álbum, señalando que «las vislumbres de Britney Jean Spears, la artista, son, francamente, ni interesantes ni informativas». Neil McCormick de The Daily Telegraph declaró que Britney Jean «continúa el striptease de la carrera de Britney», y sintió que su producción evitó que el disco se presentara como un esfuerzo genuinamente personal. Billboard señaló que el álbum «no arrojó luz sobre la mentalidad actual de su autor» y The New York Times describió al álbum como «tan personal como un anuncio de pre abordaje de una aerolínea».
La producción en el álbum también fue señalada por los críticos. Sal Cinquemani de Slant Magazine proporcionó una reseña mixta, criticando la «producción anticuada del álbum y las voces que se remontan a los días en que Brit vendía 10 millones [de discos]». Barry Walters de Spin criticó la producción de will.i.am en el álbum, afirmando que las canciones que produjo «reemplaza[ron] la melodía con repetición y familiaridad», pero elogió la entrega vocal de Spears en «Don't Cry».

### Desempeño comercial
Previo a su lanzamiento, se estimaba que Britney Jean vendería entre 150 000 y 200 000 copias durante su primera semana en Estados Unidos, dada su muy escasa promoción con casi nada de televisión hablando sobre él. Sin embargo, al día siguiente de su publicación, el rango de estimación bajó a entre 115 000 y 120 000 copias, y el álbum finalmente vendió 107 000 copias durante dicho periodo, levemente por debajo de las últimas estimaciones, debutando en el cuarto puesto de la lista Billboard 200, detrás de Blame It All on My Roots: Five Decades of Influences de Garth Brooks, Midnight Memories de One Direction y Wrapped in Red de Kelly Clarkson. Aunque Britney Jean marcó el mejor debut de la semana y fue el noveno top 10 de la cantante en la lista, también registró las menores ventas y el posicionamiento más bajo alcanzado por un álbum de estudio de Spears durante su semana de lanzamiento. Previamente, su álbum debut de 1999, ...Baby One More Time, había registrado su debut más modesto con ventas de 124 000 copias. En su segunda semana, Britney Jean cayó al puesto número 22 de la Billboard 200, siendo el primer álbum de estudio de la cantante en pasar sólo una semana en el top 10. Hasta principios de 2019, vendió 276 000 copias en el país, siendo uno de sus álbumes de estudio menos vendidos, según Nielsen SoundScan.
En Canadá debutó número 7, convirtiéndose en el noveno top 10 de Spears, pero registrando el posicionamiento más bajo alcanzado por uno de sus álbumes de estudio. Pese a lo anterior, en enero de 2014 recibió la certificación de disco de oro de la MC tras vender 40 000 copias en el país. Un éxito mayor registró en América Latina. En México debutó número 4 y recibió la certificación de disco de oro de la AMPROFON tras vender 30 000 copias; misma certificación que recibió por parte de la ABPD, luego de vender 20 000 copias en Brasil, y de la AVINPRO, tras vender 5 000 copias en Venezuela.
El álbum además vendió 12 959 copias durante su semana de lanzamiento en el Reino Unido, donde debutó en el puesto 34 de la lista UK Albums Chart, siendo el quinto mejor debut de la semana, liderados por A Musical Affair de Il Divo, y registrando el posicionamiento más bajo alcanzado por un álbum de estudio de Spears. Previamente, la cantante había alcanzado su posicionamiento más bajo con In the Zone en el puesto 13. En su segunda semana, Britney Jean descendió al puesto 87 de la lista, siendo su última semana en el top 100 británico. A nivel internacional, el álbum tuvo un rendimiento muy modesto, sólo alcanzando los top 20 y 30 en la mayoría de los países.

## Promoción

### Entrevistas y documental
A diferencia de sus previos álbumes de estudio, a excepto de Blackout (2007), Spears no hizo presentaciones para promocionar el lanzamiento de Britney Jean. Sin embargo, el 17 de septiembre de 2013 apareció en Good Morning America para anunciar su residencia Britney: Piece of Me y luego viajó al Reino Unido para promocionar el álbum en los programas Alan Carr: Chatty Man y Surprise Surprise. También concedió entrevistas en The Ellen DeGeneres Show y Entertainment Tonight. El álbum además se promocionó con el documental I Am Britney Jean: Britney Spears' Road to Las Vegas, el cual cubrió la producción y los preparativos de la residencia. Su estrenó se realizó el domingo 22 de diciembre de 2013 en E! y fue visto por 0.706 millones de espectadores en Estados Unidos, marcando una audiencia superior al promedio que registra el canal los días domingo. El documental también fue visto por una audiencia de 0.63 millones en el Reino Unido.

### Sencillos

#### «Work Bitch»
«Work Bitch» se lanzó como primer sencillo de Britney Jean el 15 de septiembre de 2013, un día antes de lo programado luego que una versión de baja calidad se filtrara en Internet. Los críticos le dieron una buena recepción. describiéndola como «una masiva vuelta a estar en forma» y como «un excitante modo de comenzar una nueva era». Sin embargo, el uso de la palabra «bitch» generó controversia en las radios, lo que llevó a trasmitirla bajo una versión censurada titulada «Work Work». Su anuncio también generó controversia con Sebastian Ingrosso de Swedish House Mafia, quien figuró en los créditos de composición, pero quien sostuvo que nunca compuso la letra ni la melodía. El mismo Ingrosso más tarde aclaró que la confusión se debió a que asesoró muy de cerca a su aprendiz Otto Knows, principal compositor y productor del tema.

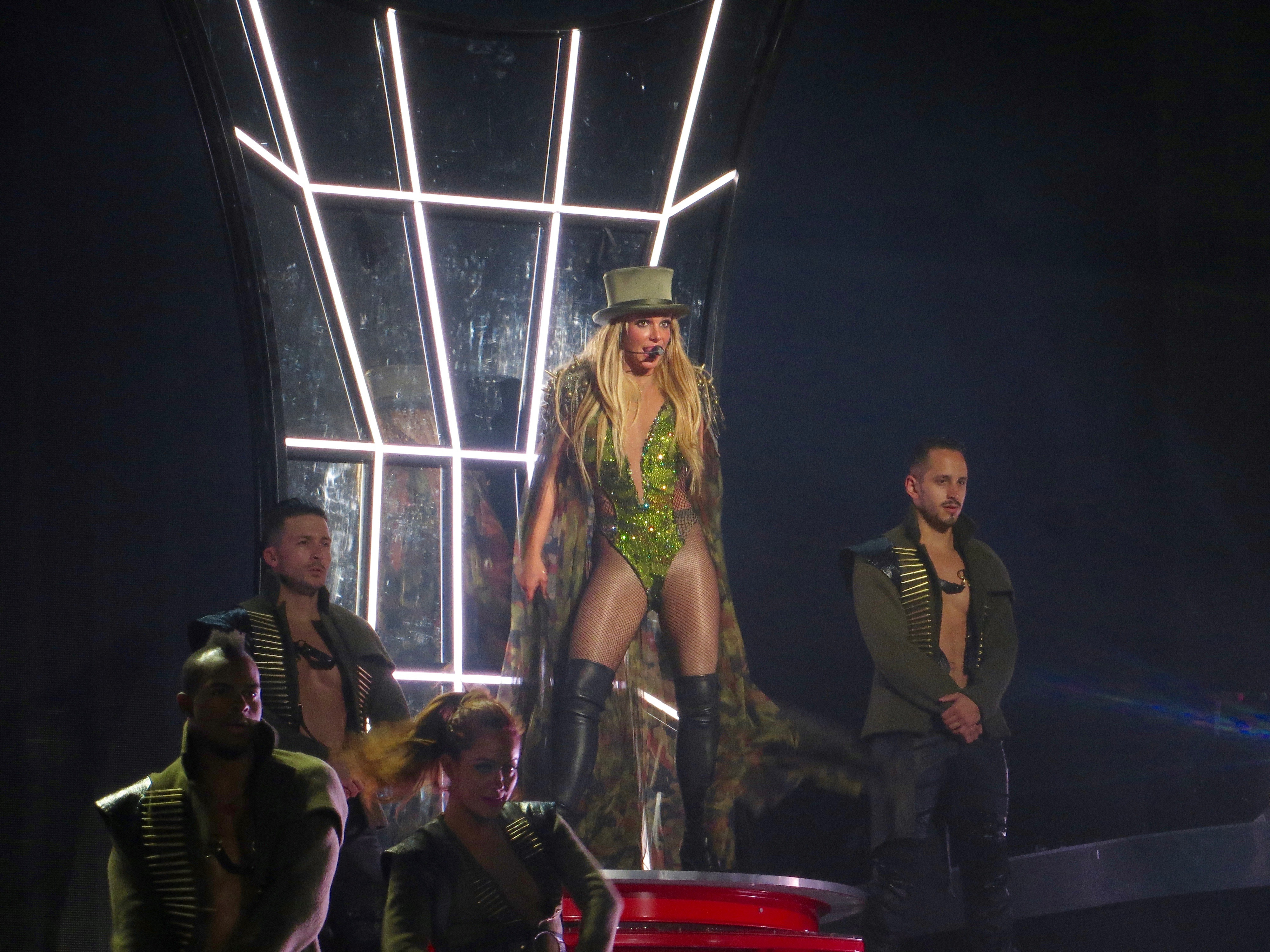
Spears abriendo una fecha de Britney: Piece of Me con una presentación de «Work Bitch».

Su video musical se estrenó el 1 de octubre de 2013 y fue dirigido por Ben Mor, quien previamente dirigió los videos de «Scream & Shout» (2012). Las escenas muestran a Spears en un desierto y en una fiesta, interpretando un personaje dominatrix. El trabajo fue aclamado por los críticos, quienes destacaron los movimientos de baile de la cantante. Sin embargo, ella misma declaró que censuró varias escenas, pues se sintió forzada a mantener una imagen provocativa. Al respecto señaló: «Corté la mitad del video porque soy mamá y tengo hijos, y es difícil jugar a ser una mamá sexy mientras eres una estrella pop también». Por tres años Spears presentó «Work Bitch» exclusivamente en Britney: Piece of Me, mientras que en 2016 lo presentó por primera vez en eventos masivos; estos fueron los Billboard Music Awards, el iHeartRadio Music Festival y el Apple Music Festival.
Durante su primera semana el sencillo vendió 174 000 descargas en Estados Unidos, con las cuales debutó y marcó su peak en el puesto 12 de la lista Billboard Hot 100. Hasta julio de 2016 vendió 967 000 descargas en el país, siendo el sencillo más exitoso del álbum. En el Reino Unido debutó en el puesto 7 de la lista UK Singles Chart, convirtiéndose en el vigésimo tercer top 10 de la cantante. «Work Bitch» también fue top 10 en Canadá, España, Finlandia, Francia e Italia, y recibió discos de oro en Australia, Dinamarca y México, y de platino en Canadá, Suecia y Venezuela.

#### «Perfume»
«Perfume» se lanzó como segundo y último sencillo de Britney Jean el 3 de noviembre de 2013. La misma Spears reveló que la balada trata sobre su ruptura con Jason Trawick, con quien estuvo por 3 años hasta inicios de 2013. La mayoría de los críticos le dio una recepción positiva, destacando la interpretación y comparándola con la balada «Everytime» de In the Zone (2003). Además la catalogaron como una de las mejores canciones compuestas por Sia para otros artistas.

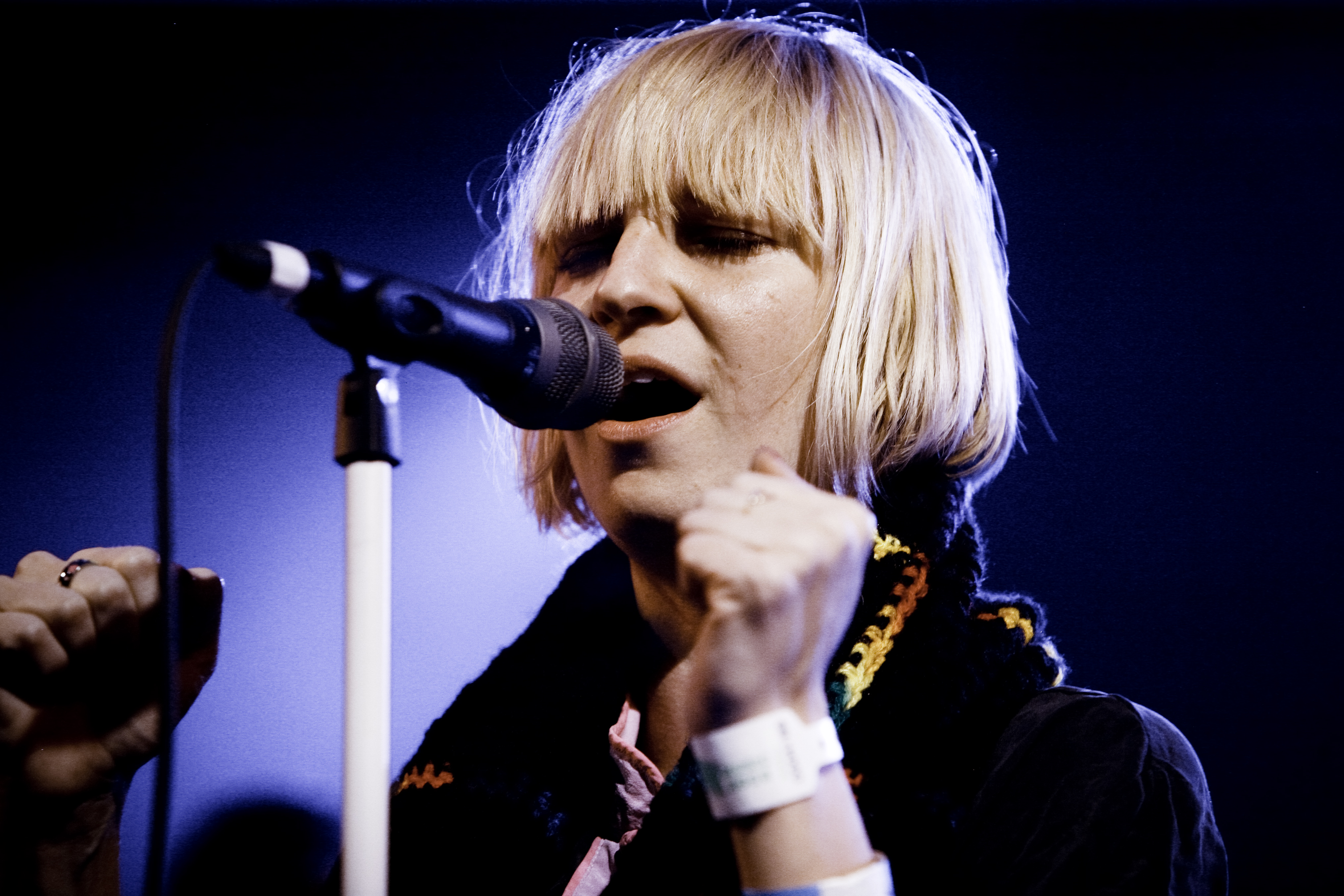
Sia, quien compuso «Perfume» con Spears y Chris Braide.

Su video musical se estrenó el 10 de diciembre de 2013 y fue dirigido por Joseph Kahn, quien anteriormente dirigió los elogiados clips de «Stronger» (2000), «Toxic» (2004) y «Womanizer» (2008). Sin embargo, el video original nunca se publicó, pues en su lugar se lanzó una versión censurada. Esta versión trata sobre un triángulo amoroso que culmina cuando el enamorado de Spears la deja por otra mujer. El mismo Kahn señaló que en la edición original la cantante interpreta a una sicaria contratada para matar a un hombre, quien termina siendo su novio. Por su parte, Spears interpretó «Perfume» sólo en algunas fechas de Britney: Piece of Me.
«Perfume» es uno de los sencillos menos exitosos de la cantante. Tras su lanzamiento debutó y marcó su peak en el modesto puesto 76 de la lista Billboard Hot 100 de Estados Unidos, ubicándose en posiciones similares en Alemania y Suiza. En el Reino Unido fue su tercer sencillo que no consiguió ingresar en la lista UK Singles Chart, después de «I Wanna Go» y «Criminal» de Femme Fatale (2011). También fue top 40 en Francia e Irlanda, y top 70 en Australia, Austria y Canadá, aunque su mayor logro fue ser número 13 en España.

### Canciones promocionales

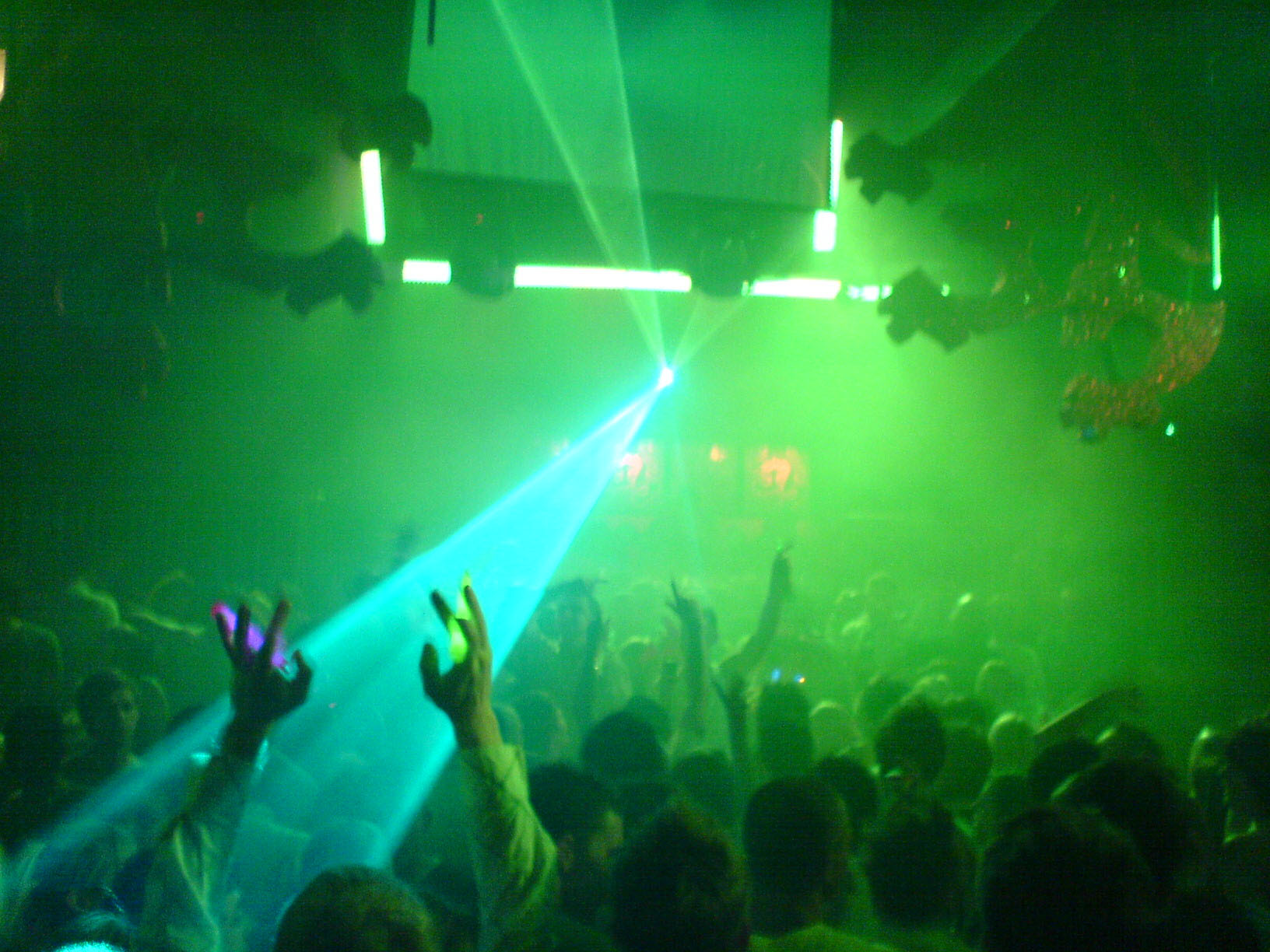
RCA Records promocionó Britney Jean en las discotecas enviando remezclas de «It Should Be Easy» y «Tik Tik Boom».

En el documental I Am Britney Jean (2013), la cantante adelantó que «Alien» sería uno de los sencillos del álbum, pero esto nunca ocurrió. Pese a ello, «Alien» alcanzó los puestos 108 en Estados Unidos y 147 en Francia, y fue la única otra canción del álbum que Spears interpretó en Britney: Piece of Me, además de «Work Bitch» y «Perfume».
En enero de 2014, RCA Records envió a «It Should Be Easy» a varias radios, la publicó en los canales Vevo y YouTube de la cantante, junto con «Now That I Found You», y envió remezclas a los discotecas, las cuales fueron hechas por los disc-jockeys Westfunk, Firebeatz, Zoo Station y Greg Cerrone. Esto hizo creer que «It Should Be Easy» sería anunciado como tercer sencillo de Britney Jean, sin embargo, un representante confirmó que no habría lanzamiento de un tercer sencillo y que las remezclas fueron creadas exclusivamente para las discotecas. Aun así la canción alcanzó los puestos 71 en Suiza, 88 en Canadá y 121 en Francia.
Al mes siguiente el sello también envió remezclas de «Tik Tik Boom» a las discotecas, sobre lo que un editor de MTV escribió: «La interpretación del dúo polaco WAWA podría ser la remezcla más divertida de todas. Le da al tema un arrasador vuelco EDM, envolviendo la voz de Britney en bombeantes ritmos house». Previamente la canción había alcanzado el puesto 15 de la lista internacional de descargas en Corea del Sur.

### Britney: Piece Of Me

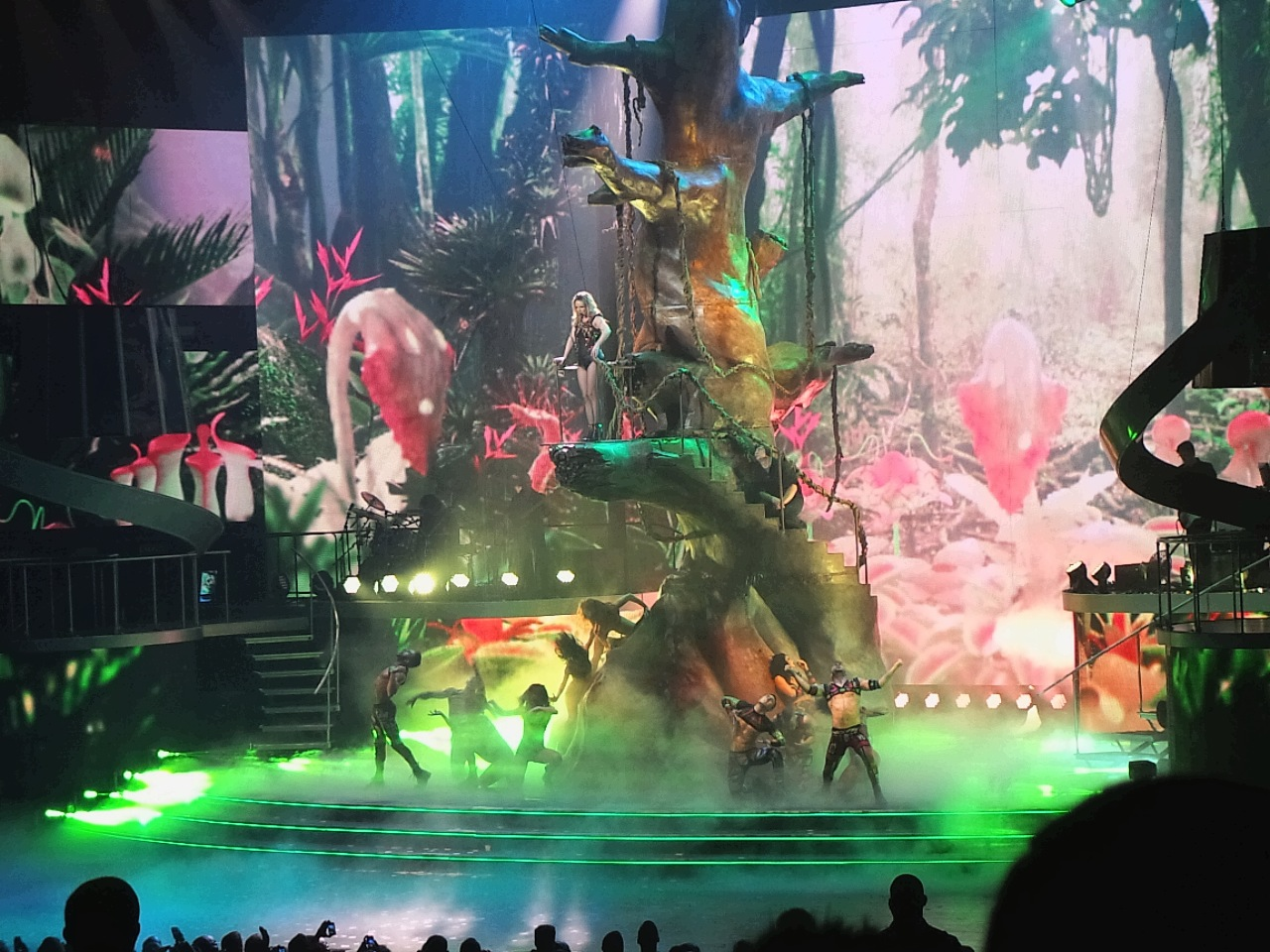
Spears presentándose en su primera residencia de conciertos, Britney: Piece of Me, en Las Vegas.

A mediados de septiembre de 2013, Spears lanzó el primer sencillo del álbum, «Work Bitch» y anunció su residencia de dos años en Planet Hollywood en Las Vegas, Britney: Piece of Me, la que se rumoreó durante meses. Según el comunicado de la residencia:

«El teatro totalmente reconstruido en Planet Hollywood Resort & Casino en Las Vegas albergará la más inmersiva sala de proyección interior del mundo y va a crear la experiencia más avanzada de conciertos nunca antes vista. En consonancia con el estilo y la innovación de Britney, este épico espectáculo en Las Vegas es un matrimonio entre la moda de alta costura, el estado de la tecnología y el estilo de las discotecas».».

Lo cual Spears comento:

«Con este show tengo la oportunidad de llevar más cosas al escenario, porque estaré en un solo lugar y no de gira en un lugar distinto cada noche. Podré hacer una presentación increíble, llevar cosas geniales y diferentes. Siento que los shows en Las Vegas son muy elaborados, voy a tener que subir de nivel.» 

Al comentar en el show, Spears declaró:

«Queríamos que el entorno sea de una manera que la gente pudiera venir y pasar un buen rato y ponerse de pie y sentir como si estuvieran en el show conmigo. Me encanta Las Vegas. La energía aquí es muy, muy buena. Vamos a tener todas las obras ahora, el agua, la lluvia, todo. Cada vez que hago un espectáculo, me gusta realmente llevarlo. Me encanta montar un espectáculo que realmente va a entretener a los fans. Queremos tener la sensación de que los fans están en el show conmigo. Vamos a tener un lugar fresco puesto a punto para ellos con un ambiente de fiesta por lo que realmente estarán allí conmigo. Estoy muy preparada para esto. Estoy lista física y mentalmente, sin duda. El espectáculo será completamente diferente a lo que todo el mundo podría estar esperando. Es el mejor proyecto que he abordado. No podría ser más emocionante.» 

La serie de conciertos tiene una duración inicial de dos años y comprende cincuenta espectáculos anuales, con un inicio el 27 de diciembre de 2013. Esto marca el regreso de la cantante a los escenarios, después de su gira internacional de 2011 Femme Fatale Tour. A diferencia de proyectos anteriores, Spears no se embarcó en una gira musical para la promoción del álbum, sin embargo firmó un contrato por la cantidad monetaria de US30 000, con los representantes de Planet Hollywood, por su residencia de conciertos en el casino Planet Hollywood Resort & Casino, conciertos únicamente ofrecidos en Las Vegas, Nevada y en el foro del recinto, el cual tiene una capacidad de 4600 personas. Todo el desarrollo del concierto, tanto el repertorio y el diseño de los actos presentados en escena, estuvieron a cargo del director Baz Halpin.

## Controversia
Previo al lanzamiento del álbum, críticos y seguidores acusaron que la canción «Passenger», la cual se filtró, no estaba interpretada solamente por Spears. Las acusaciones señalaban que Myah Marie, corista acreditada en Circus y Femme Fatale, interpretaba buena parte de la canción así como también de otras canciones del álbum. Marie negó las acusaciones señalando: «[...] Ciertamente no puedo llevarme créditos por su tremendo talento como cantante», mientras que el equipo de Spears sostuvo que la filtración era una versión demo. Luego, Chelsea Handler acusó a Spears de no interpretar «Perfume» declarando: «Obviamente es una nueva persona cantando. No es ella», a lo que los representantes de Spears contestaron: «Myah Marie no hizo ningún coro para la canción y no está acreditada. Los únicos coros de «Perfume» son de Sia. Britney absolutamente canta en «Perfume». Tras el lanzamiento del álbum en diciembre de 2013, Marie no fue acreditada en «Passenger» y «Perfume»; siendo únicamente Sia acreditada en los coros; a pesar de que fue acreditada como corista en varias otras canciones del álbum: «Tik Tik Boom», «Till It's Gone», «Chillin' with You» y «Now That I Found You». Nuevas acusaciones fueron hechas al año siguiente tras la filtración de los vocales de «Alien», señalando que la interpretación de Marie también fue incluida en la canción.
Por otro lado Sia es la responsable de tres canciones en el corte final del álbum, «Perfume», «Passenger» y «Brightest Morning Star». Como resultado de la colaboración entre ambas artistas Sia elogió públicamente su experiencia con Britney vía Twitter, destacando el trabajo vocal de Spears y el gusto que Sia tiene por la interpretación de esta en sus 3 canciones.

## Listado de canciones
- Edición estándar

| N.º   | Título                               | Escritor(es) | Productor(es)                                                              | Duración |  |
| 1.    | «Alien»                              | Britney Spears, Ana Diaz, Anthony Preston, Dan Traynor, William Orbit                                             | William Orbit, HyGrade                                                     | 3:56     |  |
| 2.    | «Work Bitch»                         | Spears, William Adams, Otto Jettman, Sebastian Ingrosso, Preston, Ruth-Anne Cunningham                            | Sebastian Ingrosso, Otto Knows, will.i.am                                  | 4:07     |  |
| 3.    | «Perfume»                            | Spears, Sia Furler, Christopher Braide                                                                            | Chris Braide, will.i.am                                                    | 3:59     |  |
| 4.    | «It Should Be Easy» (con will.i.am)  | Spears, Adams, David Guetta, Giorgio Tuinfort, Nick Rotteveel, Marcus van Wattum                                  | will.i.am, David Guetta, Giorgio Tuinfort, Nicky Romero, Marcus van Wattum | 3:26     |  |
| 5.    | «Tik Tik Boom» (con T.I.)            | Spears, Clifford Joseph Harris, Jr.Preston, Onique "Sparrow" Williams, Andre Lindal, Damien LeRoy, Joakim Haukaas | Anthony Preston, Damien LeRoy                                              | 2:57     |  |
| 6.    | «Body Ache»                          | Spears, Guetta, Tuinfort, Luciana Caporaso, Nick Clow, Myah Marie, Langston, Preston, Richard Gonzalez, Jose Luna | will.i.am, David Guetta, Giorgio Tuinfort                                  | 3:25     |  |
| 7.    | «Til It's Gone»                      | Spears, Jenson Vaughan, Rosette Sharma, Preston, Tuinfort, Guetta, Adams                                          | Giorgio Tuinfort, Anthony Preston, Mister London                           | 3:42     |  |
| 8.    | «Passenger»                          | Spears, Thomas Pentz, Furler, Andrew Swanson, Katy Perry                                                          | Diplo, Preston                                                             | 3:40     |  |
| 9.    | «Chillin' with You» (con Jamie Lynn) | Spears, Adams, Preston, Joshua Lopez                                                                              | will.i.am, FRESHM3N III, Keith Harris                                      | 3:38     |  |
| 10.   | «Don't Cry»                          | Spears, Adams, Lopez, Gonzalez                                                                                    | will.i.am, Richard Vission                                                 | 3:14     |  |
| 36:04 |                                      | |                                                                            |          |  |

- Edición de lujo

| N.º   | Título                       | Escritor(es)                                                   | Productor(es)                             | Duración |  |
| 11.   | «Brightest Morning Star»     | Spears, Lukasz Gottwald, Furler, Henry Walter                  | Dr. Luke, Cirkut, Anthony Preston         | 2:59     |  |
| 12.   | «Hold on Tight»              | Spears, Allan P. Grigg                                         | Kool Kojak & A.C., Anthony Preston        | 3:27     |  |
| 13.   | «Now That I Found You»       | Spears, Danny O'Donoghue, Tuinfort, Guetta, Frédéric Riesterer | will.i.am, Giorgio Tuinfort, David Guetta | 4:16     |  |
| 14.   | «Perfume» (The Dreaming Mix) | Spears, Furler, Braide                                         | Chris Braide                              | 4:02     |  |
| 50:48 |                              |                                                                |                                           |          |  |

- Edición japonesa[53]

| N.º   | Título                             | Escritor(es)                                          | Productor(es)                                           | Duración |  |
| 15.   | «Work Bitch» (The Jane Doze Remix) | Spears, Adams, Jettman, Ingrosso, Preston, Cunningham | Ingrosso, Otto Knows, will.i.am, Preston, The Jane Doze | 2:59     |  |
| 16.   | «Work Bitch» (7th Heaven Club Mix) | Spears, Adams, Jettman, Ingrosso, Preston, Cunningham | Ingrosso, Otto Knows, will.i.am, Preston, 7th Heaven    | 4:27     |  |
| 58:14 |                                    |                                                       |                                                         |          |  |

## Rankings
| País              | Medio u organización publicadora | Ranking         | Posición | Ref.   |
| ----------------- | -------------------------------- | --------------- | -------- | ------ |
| América del Norte |                                  |                 |          |        |
| Canadá            | Billboard                        | Canadian Albums | 7        | [ 54 ] |
| Estados Unidos    | Billboard                        | Billboard 200   | 4        | [ 55 ] |
| México            | Billboard                        | Top 100 álbumes | 4        | [ 56 ] |
| América del Sur   |                                  |                 |          |        |
| Argentina         | CAPIF                            | Top 10 álbumes  | 7        | [ 57 ] |
| Asia              |                                  |                 |          |        |
| China             | Sino Chart                       | Top 30 álbumes  | 4        | [ 58 ] |
| Corea del Sur     | Gaon Chart                       | Top 200 álbumes | 20       | [ 59 ] |
| Japón             | Oricon                           | Top 50 álbumes  | 17       |        |
| Taiwán            | G-Music                          | Top 20 álbumes  | 15       | [ 60 ] |
| Europa            |                                  |                 |          |        |
| Alemania          | BVMI                             | Top 100 álbumes | 20       | [ 61 ] |
| Austria           | Ö3 Hitradio                      | Top 75 álbumes  | 13       | [ 62 ] |
| España            | PROMUSICAE                       | Top 100 álbumes | 12       | [ 63 ] |
| Irlanda           | IRMA                             | Top 75 álbumes  | 15       | [ 64 ] |
| Italia            | FIMI                             | Top 100 álbumes | 14       | [ 65 ] |
| Noruega           | Verdens Gang                     | Top 40 álbumes  | 16       | [ 66 ] |
| Reino Unido       | OCC                              | Digital Albums  | 9        | [ 67 ] |
| Suiza             | Swiss Music Charts               | Top 100 álbumes | 9        | [ 68 ] |
| Oceanía           |                                  |                 |          |        |
| Australia         | ARIA                             | Top 50 álbumes  | 12       | [ 69 ] |

## Certificaciones
| País              | Organismo certificador | Certificación | Ventas certificadas | Simbolización | Ref.   |
| ----------------- | ---------------------- | ------------- | ------------------- | ------------- | ------ |
| América del Norte |                        |               |                     |               |        |
| Canadá            | Music Canada           | Disco de oro  | 40 000              |               | [ 70 ] |
| Estados Unidos    | RIAA                   | Disco de oro  | 500 000             |               | [ 71 ] |
| México            | Amprofon               | Disco de oro  | 30 000              |               | [ 72 ] |
| América del Sur   |                        |               |                     |               |        |
| Brasil            | Sony Music             | Disco de oro  | 20 000              |               | [ 73 ] |
| Venezuela         | Sony Music             | Disco de oro  | 5 000               |               | [ 74 ] |

## Premios y nominaciones
| Premiación                  | Premio                 | Nominación       | Resultado | Ref.   |
| --------------------------- | ---------------------- | ---------------- | --------- | ------ |
| Nominaciones y premios      |                        |                  |           |        |
| People's Choice Awards 2014 | Mejor artista pop      | «Britney Spears» | Ganador   | [ 75 ] |
| People's Choice Awards 2014 | Mejor artista femenina | «Britney Spears» | Nominado  | [ 75 ] |